# Tivoli-Vauxhall de Paris
Pour les articles homonymes, voir Tivoli (homonymie).
Ne doit pas être confondu avec Tivoli (Paris).
Le Tivoli-Vauxhall, était une salle de spectacle située à Paris, rue de la Douane (aujourd’hui, rue Léon-Jouhaux). Durant la seconde moitié du XIXe siècle, et durant la Commune de Paris en particulier, elle a hébergé de nombreuses réunions politiques.
Un certain nombre de pages de l'histoire de Paris, en général, et de l’histoire du 10e arrondissement parisien en particulier, ont été écrites ici.

## Premier épisode
Ce complexe, le Tivoli-Vauxhall, fut d’abord créé, en 1764, rue de Bondy qui s’appelle aujourd’hui rue René-Boulanger (il était installé au niveau de l’actuel no 48). Le créateur de ce Vauxhall d'Été, l'Italien Torré, était un artificier qui avait conçu un spectacle de feu d’artifice, type de réjouissance alors inconnu. Des voisins ombrageux, gênés par le vacarme de ces spectacles pyrotechniques en firent interdire la poursuite. Torré fut cependant autorisé à les remplacer par d’autres réjouissances telles que bals publics et jeux de tournois, ainsi que par l’érection d’un mât de cocagne, type de divertissement oublié des parisiens, depuis l’occupation anglaise du XVe siècle. Le lieu prit le nom de Vauxhall d’Été en 1769. Mais le Vauxhall d’été devint vite un lieu galant dont la licence lui attira l’ire de l’archevêque de Paris. 
En 1777, le percement de la rue de Lancry fit disparaître ce premier Vauxhall d’Été. Torré mourut en 1780.

## Deuxième épisode
Le « Vauxhall d’été » réapparaît en 1785, à l’entrée, cette fois, de la rue Samson, du nom de la famille de bourreaux célèbres dont le dernier habitait la rue des Marais - aujourd'hui rue Albert-Thomas. Cette rue deviendra plus tard la rue de la Douane, puis très récemment rue Léon-Jouhaux. Ce nouvel établissement remplaçait à la fois le « Vauxhall d'Eté » précédent, mais aussi le « Vauxhall d’Hiver » de la foire Saint-Germain qui avait été abandonné. Il devint un lieu de plaisir très fréquenté jusqu’à la restauration. Il était constitué d’une grande salle de danse et de la salle d’un café donnant sur un grand jardin. 
En 1841, la cité du Vauxhall fut édifiée sur l’emplacement de ce jardin et le reste périclita en un bal public de médiocre niveau… En 1854, l’architecte Duval édifia en ces lieu et place  « Le Grand Café Parisien » qui pouvait contenir 1 200 consommateurs et 24 billards… Ce Grand Café Parisien, haut lieu de la vie parisienne, fut « chassé » par le percement du boulevard Magenta et se retrouva, en face, au 3 de la rue du Château-d'Eau et traverse le pâté de maisons pour déboucher sur la rue René-Boulanger. Il gagna au change puisque sa surface, et partant, sa capacité furent, de ce fait, doublées. En 1892, il fut remplacé par la bourse du travail de Paris toujours en place.

## Troisième épisode
Sur les entrefaites, en 1841, le Vauxhall, sous le nom de « Tivoli-Vauxhall » (« Tivoli Waux-Hall ») s’était installé, plus bas, aux nos 12-14-16 dans la rue Neuve-Samson devenue rue de la Douane, à proximité du nouveau canal Saint-Martin. Une entrée rue de la Douane, l'actuelle rue Léon-Jouhaux, et la sortie rue du Faubourg-du-Temple …
Il connaît à partir de cette période des succès variables. Mais il est devenu un espace polyvalent, une espèce de Palais de la Mutualité avant l’heure. S’y succéderont, durant la seconde moitié du XIXe et au début du XXe siècle spectacles et débats politiques, parfois très animés. 
Quand il ferma définitivement, le Tivoli était devenu un cinéma de quartier, bas de gamme, près du canal Saint-Martin, à l’enseigne Tivoli « tout court ».

### Au niveau des spectacles

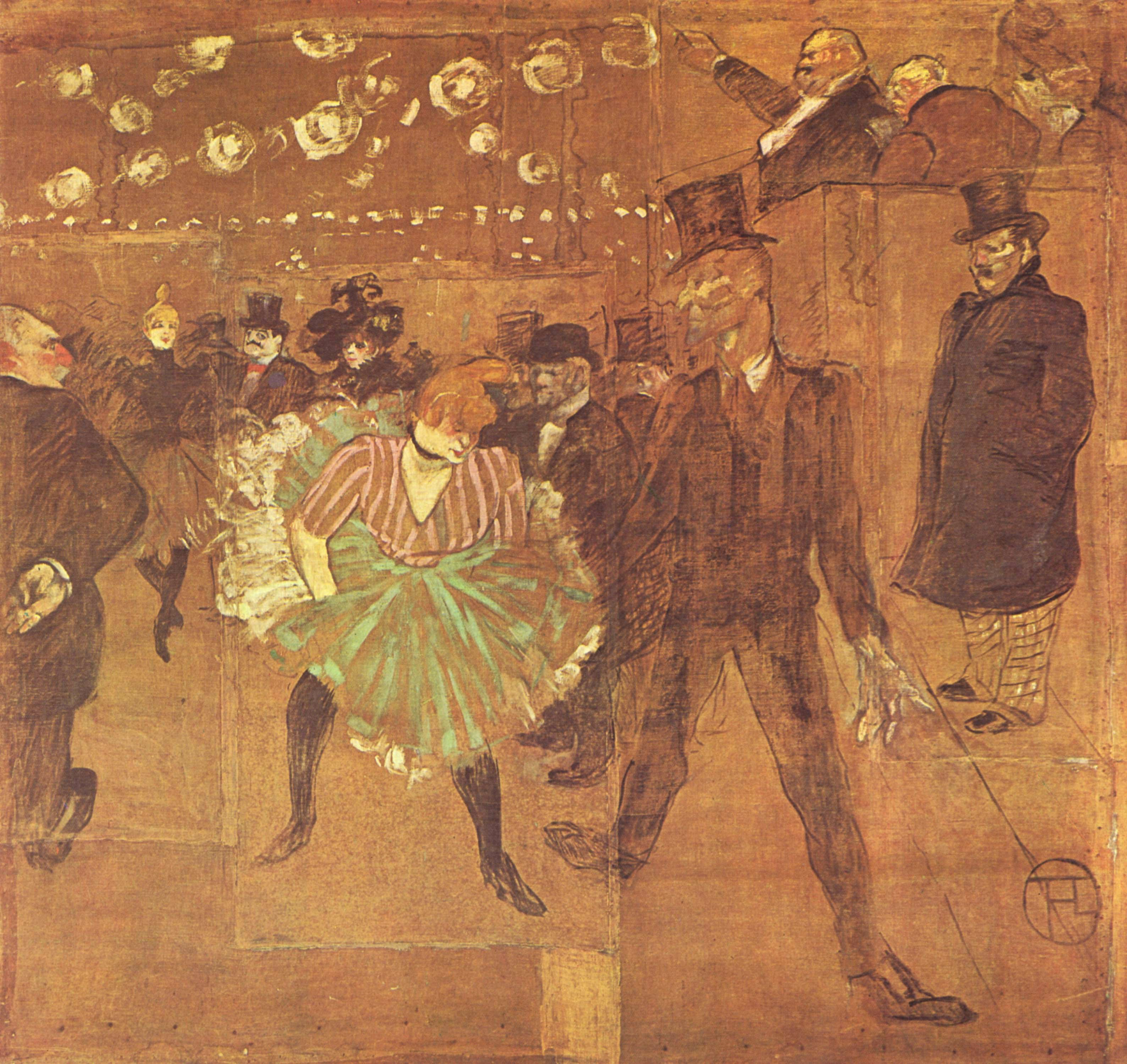
Valentin le désossé.

S'y sont produits : Pierre Pilaudo, célèbre chef d’orchestre qui ira ensuite animer les bals donnés à La Closerie des Lilas. 
Valentin le Désossé y commença sa carrière. Ce fut un danseur et contorsionniste célèbre.
Fils d'un avocat de Sceaux, après avoir été marchand de vins, il se produisit au Tivoli-Vauxhall puis dans divers cabarets dont l'Élysée Montmartre. 
Avant de se produire au Moulin Rouge où il fut le partenaire de La Goulue de 1890 à 1895. Sa longue silhouette a été immortalisée par Toulouse-Lautrec.
La célèbre actrice Réjane y serait née en 1856[réf. souhaitée].

### Sur le plan politique
S'y sont déroulés de nombreux événements importants de la seconde moitié du XIXe siècle.

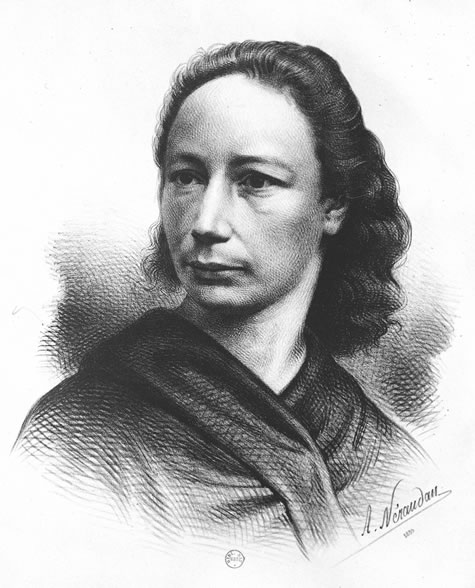
Louise Michel en 1870.

Dès 1868, avant donc la Commune, Louise Michel et les associations de défense des femmes, face au sexisme ambiant des « républicains opportunistes » pour qui la femme ne peut être que « ménagère ou courtisane »[réf. nécessaire], ainsi que Maria Deraismes, se réunissent entre autres au Tivoli Vauxhall. Un certain nombre de ces réunions portent sur le travail des femmes.
Le 15 février 1871, s’y tient une assemblée du Comité de la Garde nationale où sont présents tous les délégués des bataillons de presque tous les arrondissements de Paris. Cette assemblée le maintien de la Garde nationale en armes dans la capitale. Une commission provisoire est chargée de la rédaction des statuts de la Fédération.
Une seconde réunion de délégués a lieu le 24 février. Deux motions sont adoptées : le refus du désarmement de la Garde et l’opposition à l’entrée des Prussiens dans Paris. Du 24 février au 2 mars 1871, le comité provisoire devient le foyer d’une contestation populaire croissante.
Les canons de la Garde sont mis en lieu sûr sur la butte Montmartre et à Belleville. Entre le 1er et le 3 mars sont adoptés les statuts définitifs de la Fédération de la Garde nationale : le comité provisoire devient à ce moment le Comité central de la Garde nationale se dote à tous les niveaux de son organisation (compagnies, bataillons, arrondissements) de structures fédératives. Les Fédérés, deviennent l’incarnation du républicanisme patriotique et frondeur du peuple parisien. Pour les plus conservateurs, ils constituent une menace de révolution qu’ils n’auront de cesse d’anéantir.
Le 10 mars, on adopte les nouveaux statuts transformant la Garde Nationale en Fédération Républicaine.

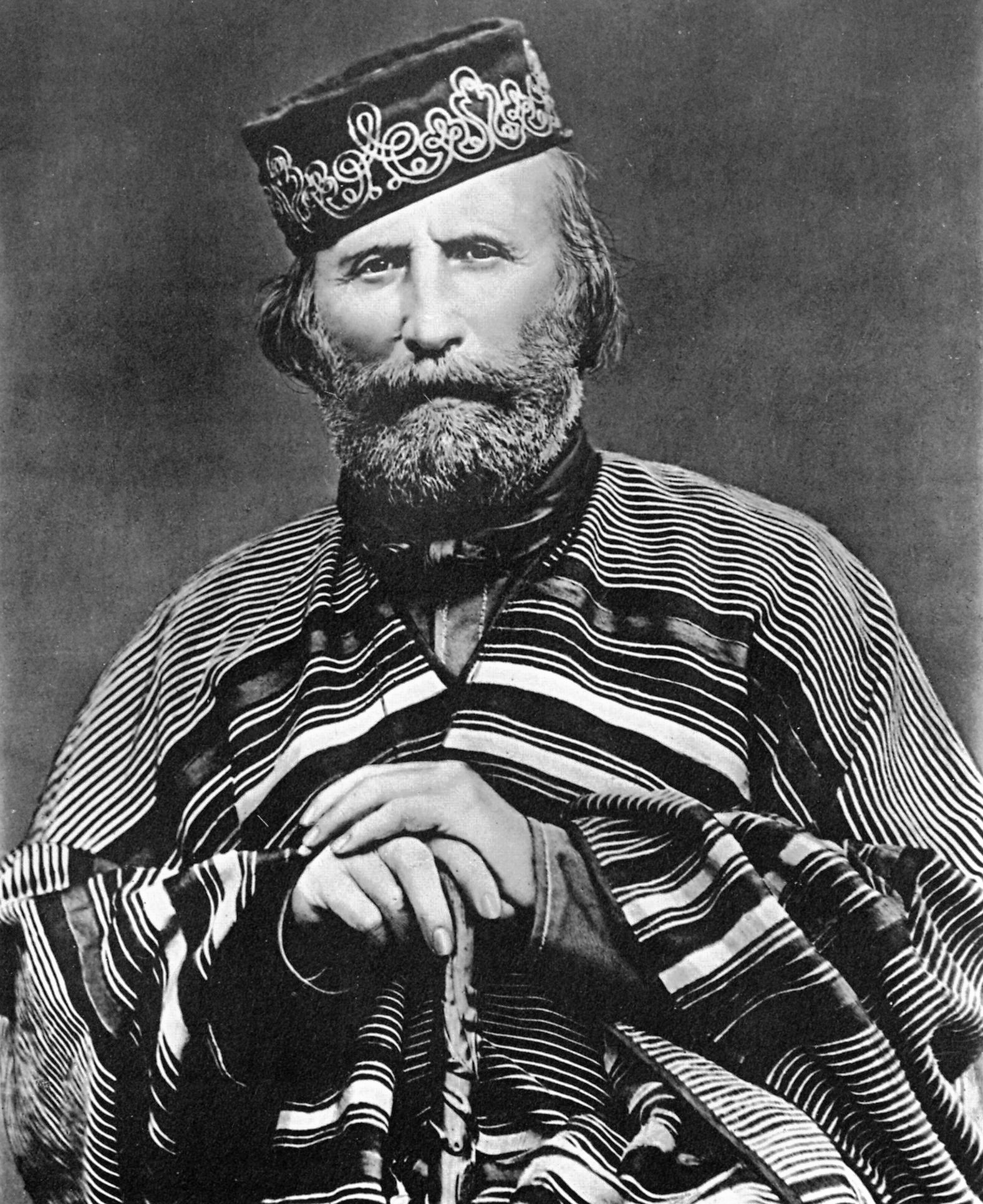
Giuseppe Garibaldi (1866).

Le 15 mars 1871, les nombreux délégués de la Fédération Républicaine se retrouvent dans notre salle pour une assemblée générale qui, s'égarant en palabres stériles, tournera court. Le même jour, Giuseppe Garibaldi est plébiscité comme général en chef de la Garde Nationale, mais le vieux combattant refuse la proposition.
Le 21 janvier 1878 se tient une réunion destiner à préparer le centenaire de la mort de Voltaire. Cette réunion est, entre autres, animée par Victor Schœlcher, promoteur de l'abolition définitive de l'esclavage en France, en 1848.
Le 30 janvier 1883, dans Paris-Midi Paris-Minuit, Octave Mirbeau « philosémite » notoire condamne vigoureusement l'antisémitisme, qu'il soit de gauche ou de droite. Dans cet article il est fait abondamment référence au Tivoli-Vauxhall.

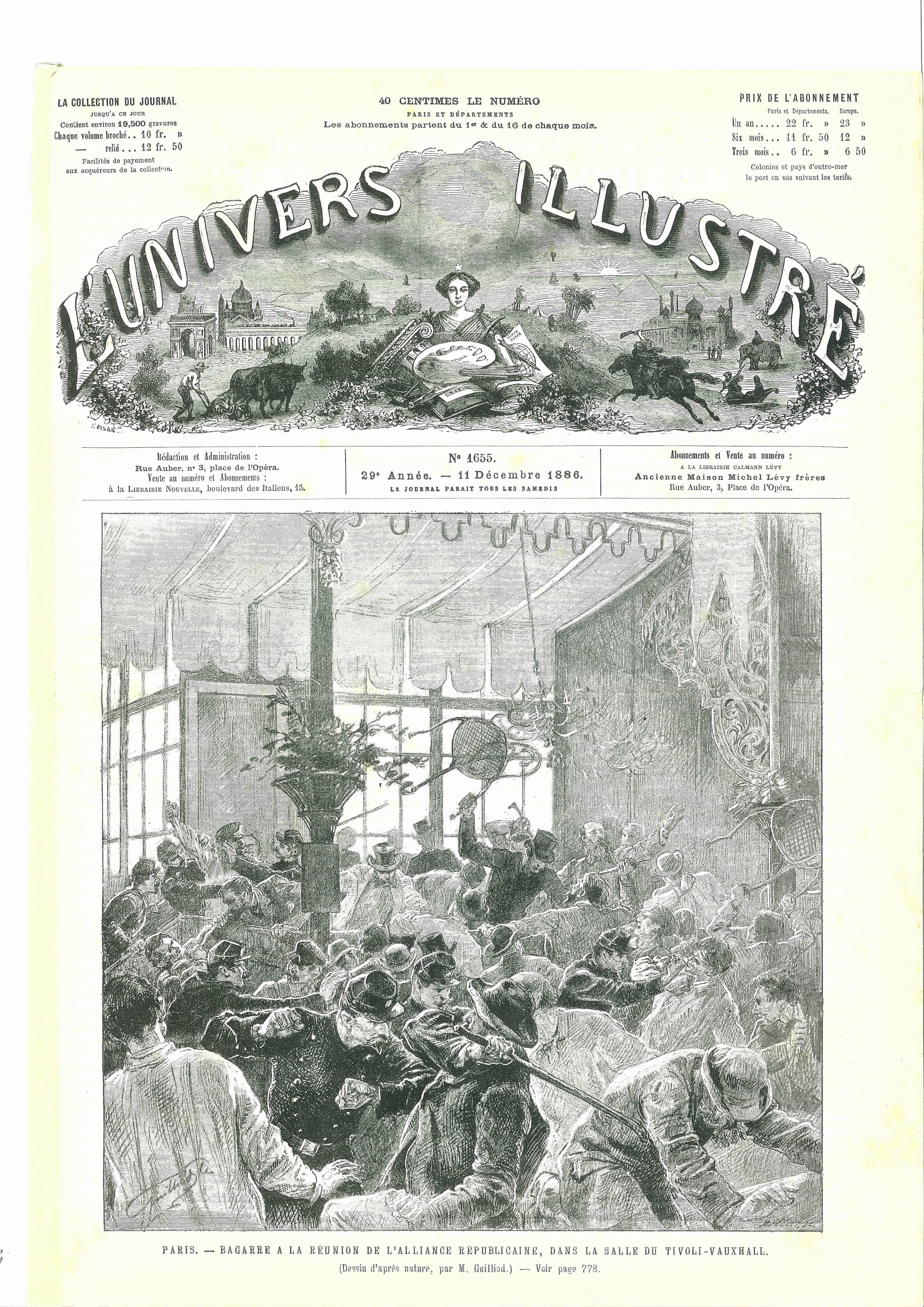
Grande bagarre au Tivoli-Vauxhall le 28 novembre 1886.

Le 28 novembre 1886 grande bagarre lors de la réunion de l'Alliance républicaine. De nombreux anarchistes ont envahi la salle et ont affiché des exemplaires du Cri du peuple, injurieux pour Tolain, le président.
Une dispute s'ensuivit qui dégénéra vite en bagarre générale.
Le 14 mai 1892 conférence inaugurale de l’antisémitisme qui correspond à la création de La Libre Parole, quotidien dirigé par Édouard Drumont, suivie par Morès et ses amis, puis par la ligue antisémitique de Jacques de Biez. Cette réunion, pourtant très mouvementée, connaît un quasi échec en termes de notoriété, peu relayée par la presse plus préoccupée par les attentats anarchistes.
Le 6 janvier 1893, Morès, leader de la ligue antisémitique de France, en plein scandale financier de Panama, y organise un grand meeting protégé par son service d’ordre constitué d’environ 250 « garçons bouchers »[réf. nécessaire] recrutés au sein des abattoirs parisiens. Le soir du 6 janvier, une importante foule, dont beaucoup de curieux, se presse aux portes du Tivoli-Vauxhall. Deux mille cinq cents, selon la police, cinq mille, selon La Libre Parole, dont 250 garçons bouchers. Dont la plupart se trouvent dans l’assistance en spectateurs. Avant le début de la réunion, Morès a un double souci. L’attitude du commissaire de police Véron qui aimerait bien disperser le rassemblement et la présence de l’anarchiste Gégout s’est fait inscrire sur la liste des orateurs, ce qui laisse présager une tentative de désordre émanant des libertaires. 
Morès répartit donc soigneusement ses groupes de bouchers dans la salle et sur la tribune. L’effet est destiné à impressionner : imaginez quelques dizaines de balèzes uniformément vêtus de la traditionnelle blouse bleue, et armés de nerfs de bœufs, alignés derrière les intervenants. Dès le début des discours, les bouchers expulsent des anarchistes perturbateurs « avec force coups de pieds et de poings… »[réf. nécessaire]
Le 14 janvier 1893, lors d’un meeting, Alexandre Millerand réclame pour la France l’organisation de la « souveraineté populaire », comme en Suisse.
Le 6 mars 1896, il y est programmé une conférence portant sur « L’anarchie, sa philosophie, son idéal »

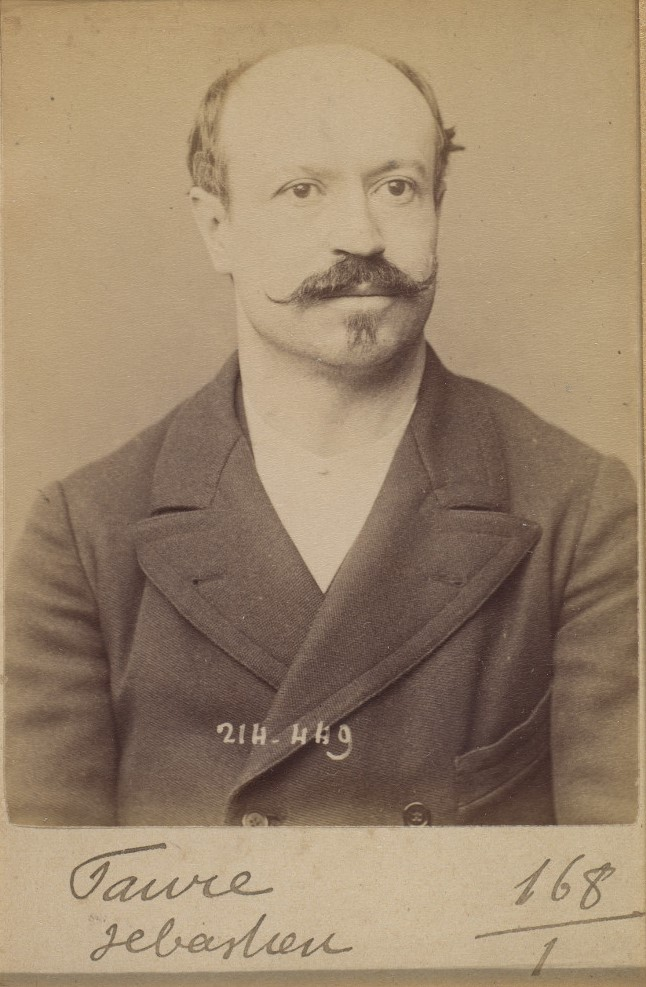
Sébastien Faure.

En janvier 1897, devant trois mille personnes où interviendront Malato, Sébastien Faure, Ernest Girault, etc. tiennent un meeting contre la restauration espagnole. La sortie de cette réunion donnera lieu à une manifestation spontanée jusque devant l'ambassade d'Espagne aux cris de « Vive la révolution ! À bas les bourreaux, à mort Canovas ! ». Quelques mois plus tard Antonio Cánovas del Castillo mourra assassiné par l’anarchiste italien Michele Angiolillo.
Le 17 janvier 1898, un meeting antisémite de masse à Paris est attaqué et dispersé par les anarchistes et leurs alliés allemanistes.

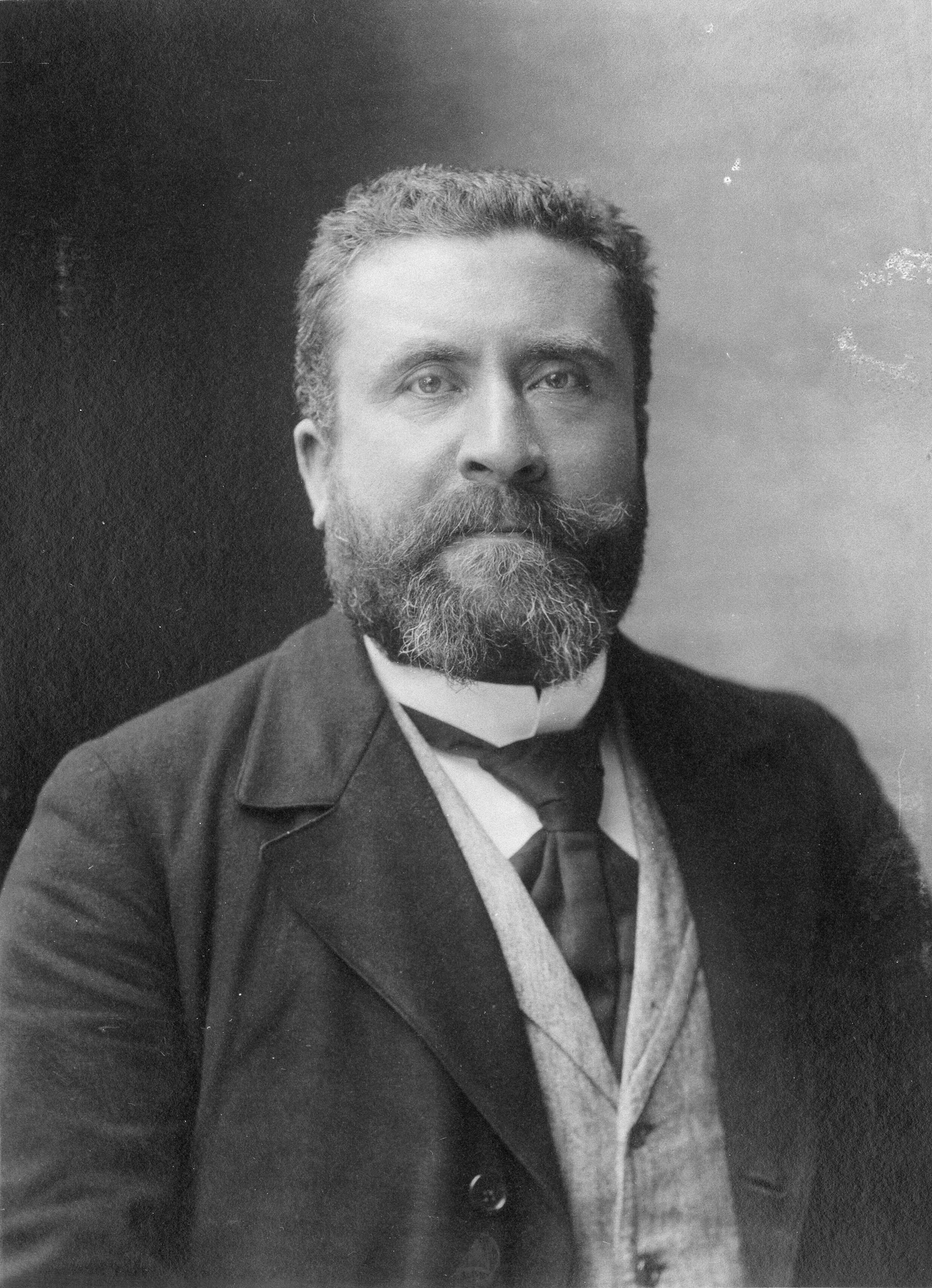
Jean Jaurès.

Le 7 juin 1898, Jean Jaurès s’adresse au « peuple socialiste de Paris » pour essayer de le convaincre de la machination montée à l'encontre de Dreyfus.         
En 1900, c'est du Tivoli-Vauxhall que partit le vaste mouvement populaire en faveur du repos hebdomadaire, lequel déboucha sur de véritables émeutes. Au terme d'une de ces réunions fut créé ce chant de mobilisation C'est dimanche qu'il nous faut.
Le 18 mars 1905, sous le patronage du quotidien L'Humanité, et sous la présidence d'Édouard Vaillant, député, ancien Membre de la Commune, assisté des Anciens Combattants de la Commune, y est organisée la célébration de l'anniversaire de la Commune. Cette célébration prend la forme d'un grand banquet suivi d'une fête de nuit. À ce moment, commence à apparaître l'appellation « Eden-Palace », comme apposition à « Tivoli-Vauxhall ». 
Le 26 avril 1905, après que, le 23 avril se fut ouverte au Globe, une conférence destinée à fédérer l’ensemble des courants socialistes et qui débouchera sur la création de la SFIO. L’enfant terrible[non neutre] du socialisme français, Gustave Hervé, professeur d’histoire révoqué installé, se fait remarquer en prononçant au Tivoli-Vauxhall devant un auditoire surexcité un discours incendiaire[non neutre], dans lequel il proclame, haut et fort, son « antipatriotisme » absolu et son refus tout aussi absolu de toute guerre, quelle qu’elle soit. Quelques semaines plus tard, il réitère ses prises de position dans son ouvrage intitulé Leur Patrie, et sept ans plus tard, il retournera sa veste[non neutre] et évoluera vers le fascisme.

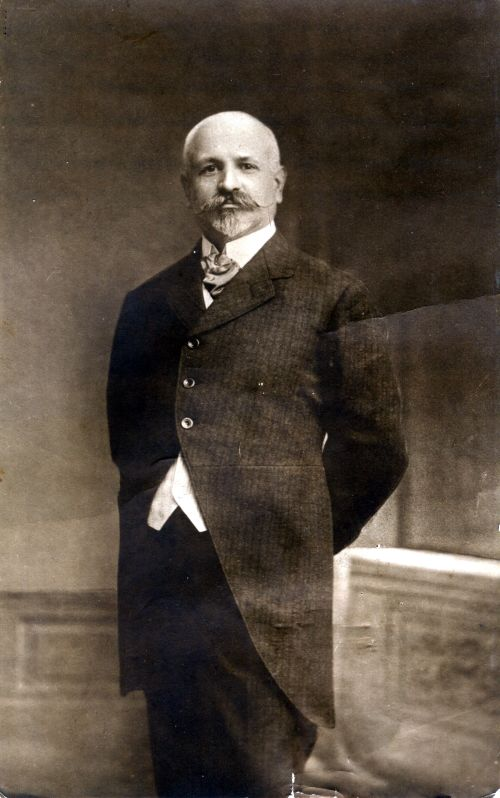
Francisco Ferrer, un des « inventeurs » de l'école moderne.

Le 29 avril 1906, Paris est en ébullition à l'approche du 1er mai. Des attentats ont eu lieu, et d'autres menacent. Clemenceau est décidé à maintenir l'ordre par tous les moyens. Il a fait monter à Paris 6 000 cavaliers et 20 000 fantassins qui ont investi tous les lieux susceptibles d'accueillir des réunions contestataires. C'est le cas du Tivoli-Vauxhall.
Le 7 septembre 1907, discours de Jean Jaurès, après le Congrès de Stuttgart. Au cours de ce congrès (18-24 août), les socialistes européens débattent de l’avenir des colonies européennes.
Le 22 mars 1908 un meeting se déroule au cours duquel les ouvriers maçons et terrassiers parisiens décident d'une grève générale et d'une série de sabotages.
Le 17 mars 1909, il y est décidé une grève générale et insurrectionnelle des postiers.
Le 12 octobre 1909, un meeting monstre s'y tient, animé par Jean Jaurès, qui vise à la libération de Francisco Ferrer. Ce dernier, un des initiateurs de « l'école moderne » et anarchiste espagnol était réfugié en France depuis de nombreuses années. Alors qu'il était en vacances en Catalogne, lors de l'éclatement, le 26 juillet, d'une insurrection très violente. Dénoncé comme l'instigateur de cette révolte, il est arrêté. Il sera jugé sommairement par un tribunal militaire et exécuté le 13 octobre. Cette exécution a provoqué la chute du gouvernement espagnol et une manifestation violente, le 15, à Paris, à proximité de l'ambassade d'Espagne.

## Aujourd’hui

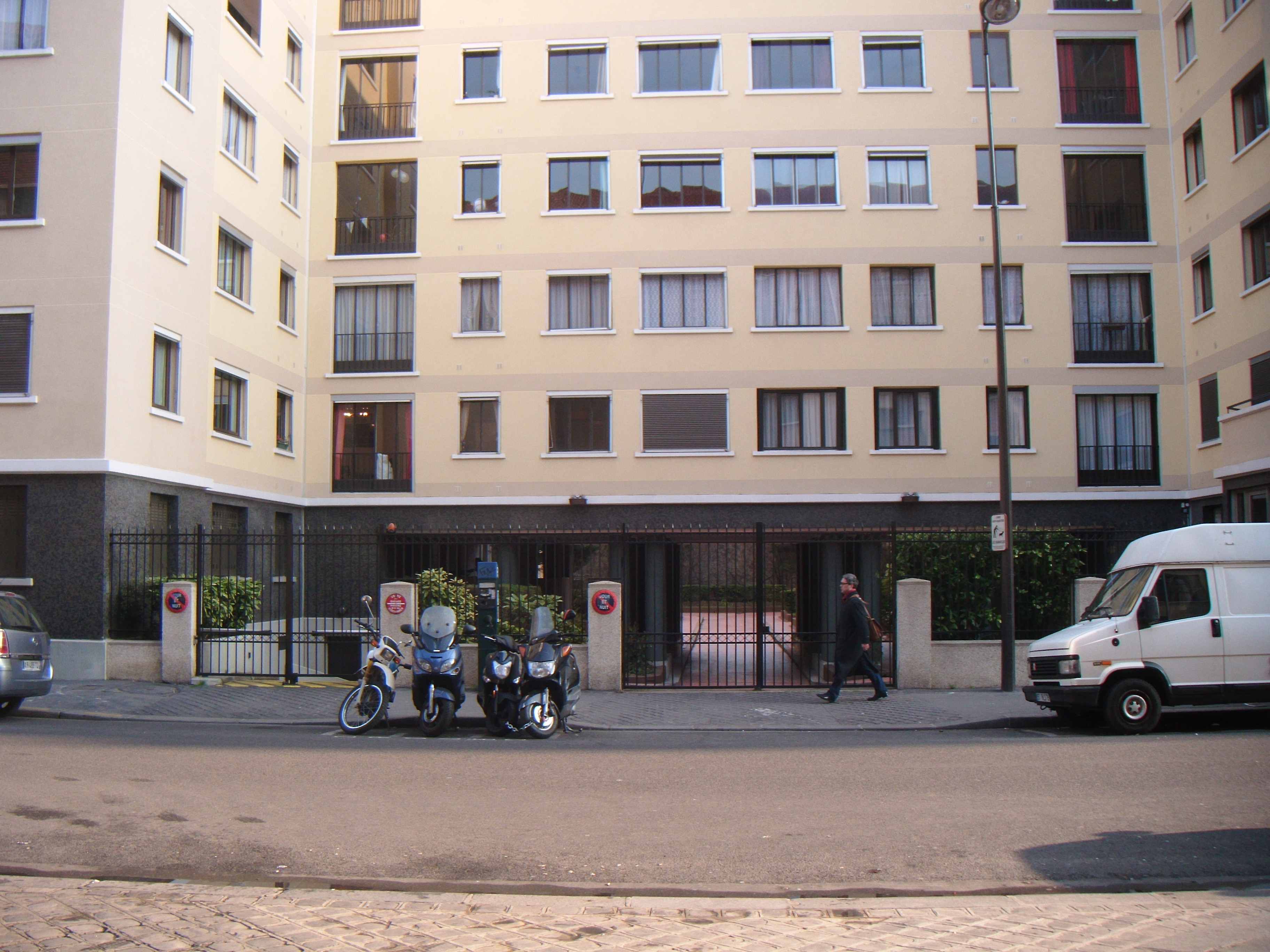
Le site du Tivoli-Vauxhall est aujourd'hui occupé par un groupe d'immeubles.

À l'emplacement du Tivoli-Vauxhall, aux 12-14-16 de la rue Léon-Jouhaux, se succéderont L'Eden Palace lieu de distraction, puis le Tivoli Cinéma jusque dans les années 1950. 
De nos jours, et ce, depuis 1957, se dresse là un groupe d'immeubles d’habitation à 50 m du canal Saint-Martin ; de l'autre côté du pâté de maisons, au 17-19 rue du Faubourg-du-Temple, on trouve une boulangerie, une boutique de prêt à porter, un « fast-food », mais aussi une école de danse, de part et d’autre d'une grille donnant sur une cour.

## Sources
- Paris-Atlas - Fernand Bournon – Larosse – Paris - 1900
- Jacques Hillairet, Dictionnaire historique des rues de Paris, Paris, Les Éditions de minuit, 1972, 1985, 1991, 1997, etc. (1re éd. 1960), 1 476 p., 2 vol.  [détail des éditions] (ISBN 2-7073-1054-9, OCLC 466966117)